# ケーブルテレビ局の一覧
ケーブルテレビ局の一覧（ケーブルテレビきょくのいちらん）は、日本のケーブルテレビ局の一覧である。
この記事は、日本国内のすべてのケーブルテレビ局の名称を網羅したものではありません。そのような一覧表が必要な方は、外部リンクを参照してください
- ※1 … 標準テレビジョン方式有線役務利用放送
- ※2 … IPマルチキャスト方式有線役務利用放送
- ※3 … 標準テレビジョン方式有線役務利用放送兼有線テレビジョン放送
- その他は有線テレビジョン放送

有線役務利用放送は電気通信役務利用放送法に有線テレビジョン放送は有線テレビジョン放送法に基づくものであったが2011年6月30日、アナログ放送終了を前に放送法令整理施行で廃止され上記のいずれも放送法に基づく「有線一般放送事業者」として位置づけられた。その中で、サービス規模により「登録」事業者となるか「届出」事業者となるかが分かれるがここに挙げた事業者の大半は「登録」事業者である。「届出」事業者は、主に共聴組合を念頭に置いたものである。
- JM … J:COM系
- NV … NCV系
- ND … ニューデジタルケーブル系
- TO … TOKAI系
- CJ … CCJ系
- KN … KCN系
- RC … 嶺南ケーブルネットワーク系
- HCTV … 東松山ケーブルテレビ系
- ITS … イッツ・コミュニケーションズ（東急）系
- HER …阪神電気鉄道系
- AC …全関西ケーブルテレビジョン系
- EO … オプテージ系
- CT … ケーブルテレビ系
- ZT … ZTV系
- FC … 福井ケーブルテレビ系
- CM … ちゅピCOM系
- HV … ひとまろビジョン系
- ST … 四国電力系
- QT … 九州電力系
- CR … CRCCメディア系
- QTC … 九州テレ・コミュニケーションズ系
- BT … BTV
- NH … 能越ケーブルネット系
- UR … 都市再生機構系
- PIIF … 公益財団法人（受信障害対策中心）

## 北海道
- ジェイコム札幌（J:COM札幌）JM
- ニューメディア（NCV函館センター）NV
- 旭川ケーブルテレビ（ACT）
- 釧路ケーブルテレビ（KCTV）
- 帯広シティーケーブル（OCTV）
- ニューデジタルケーブル（苫小牧ケーブルテレビ）ND
- 大滝ケーブルテレビ（たきテレ） - 2024年度末廃止予定
- テレビ寿都放送（TVS）
- えさしオプティカルステーション（EOS）
- 西興部村コミュニケーションネットワーク（NCN）

## 東北地方

### 青森県
- 青森ケーブルテレビ（ACT）
- 八戸テレビ放送（HTV）
- 風間浦村営共聴システム
- 田子町ケーブルテレビ（TCV）
- 三沢市ケーブルテレビ（MCTV）

### 岩手県
- 一関ケーブルネットワーク（ICN）
- 岩手ケーブルテレビジョン（ICT）
- わいわいネット
- 北上ケーブルテレビ（KCTV） - 和賀有線テレビ（WTV）を吸収
- 三陸ブロードネット（SBN）
- 遠野テレビ（TVT）
- ニューデジタルケーブル（花巻ケーブルテレビ）ND
- 水沢テレビ（mic）

### 宮城県
- 気仙沼ケーブルネットワーク（K-NET）
- 宮城ケーブルテレビ（マリネット）
- 仙台CATV（CAT-V）TO
- ジェイコム埼玉・東日本 （J:COM仙台キャベツ）JM
- ニューデジタルケーブル（大崎ケーブルテレビ, 青葉ケーブルテレビ）（OCT）ND

### 秋田県
- 秋田ケーブルテレビ（CNA）
  - 由利本荘市CATVセンター（ONT、ゆりほんテレビ） - 2028年まで指定管理。インターネットサービスは終了[1]。
- ニューデジタルケーブル（大館ケーブルテレビ）ND

### 山形県
- ダイバーシティメディア
- ニューメディア（NCV本社）NV
- 鶴岡市ケーブルテレビジョン（KCT）（旧：櫛引ケーブルテレビジョン）
- （庄内社会教育事業センター）（酒田ケーブルテレビ） - 2019年12月末から放送停止。また法人も同年12月11日付けでみなし解散させられ、さらに事業を一人で仕切っていた社長も2020年1月に逝去したため事業再開の目処は立っていない[2]。

### 福島県
- 伊達市ケーブルテレビ（TVD）
- 西会津町ケーブルテレビ（NCT）
- たじまケーブルテレビジョン
- ニューメディア（NCV福島センター）NV

## 関東地方

### 茨城県
- 土浦ケーブルテレビ（J:COM茨城）JM
- 研究学園都市コミュニティケーブルサービス（ACCS）
- JWAY
- 古河ケーブルテレビ CT
  - ケーブルテレビ（CC9）がリバーシティ・ケーブルテレビ（RCC）を吸収分割
- 常総ケーブルメディア
- ケーブルテレビ〈ケーブルテレビ結城〉〈ケーブルテレビ筑西〉（CC9）CT

### 栃木県
- 宇都宮ケーブルテレビ（U・CAT・V） - 真岡市ケーブルテレビ施設も運営
- テレビ小山放送（TVO）
- 鹿沼ケーブルテレビ（BC9）
- 佐野ケーブルテレビ（SCTV）
- ケーブルテレビ〈ケーブルテレビ栃木〉（CC9）CT
- わたらせテレビ（旧：足利ケーブルテレビ）
- ケーブルテレビ〈ケーブルテレビ茂木〉（CC9）CT
  - 旧茂木町ケーブルテレビ。指定管理者が栃木市に本社を置くケーブルテレビ株式会社（CC9）となる公設民営方式に変更。

### 群馬県
- ジェイコム埼玉・東日本 （J:COM 群馬）JM
- 光ネット（光ネット）
- なんもくふれあいテレビ
- ケーブルテレビ〈ケーブルテレビ館林〉（CC9）CT
- 東吾妻町あづまケーブルテレビ
- 神流町ケーブルテレビ

### 埼玉県
- ジェイコム埼玉・東日本 （J:COM埼玉・東日本）JM
- 東松山ケーブルテレビ HCTV
- 飯能ケーブルテレビ（テレビ飯能 HCTV）
- 蕨ケーブルビジョン（WINK TV）
- 本庄ケーブルテレビ
- 狭山ケーブルテレビ（SCAT）
- 行田ケーブルテレビ（テレビ行田 TVG）
- 入間ケーブルテレビ HCTV
- ゆずの里ケーブルテレビ HCTV
- ケーブルテレビ〈ケーブルテレビ久喜〉（CC9）CT

### 千葉県
- ジェイコム千葉（J:COM千葉）JM
- 広域高速ネット二九六（ケーブルネット296）
- いちはらコミュニティー・ネットワーク・テレビ（あいチャンネル9）TO
- 成田ケーブルテレビ（NCTV）
- 銚子テレビ放送

### 東京都
- ジェイコム東京（J:COM東京）JM
- 東京ベイネットワーク（BAY NET）TO※3
- ケーブルテレビ品川 ITS
- 豊島ケーブルネットワーク（としまテレビ）※3
- イッツ・コミュニケーションズ（iTSCOM）ITS
- 東京ケーブルネットワーク（TCN）※3
- 多摩テレビ（TTV） UR
- 多摩ケーブルネットワーク（TCN）
- 入間ケーブルテレビ HCTV
- 瑞穂ケーブルテレビ HCTV
- 小笠原村ケーブルテレビ

### 神奈川県
- ジェイコム湘南・神奈川（J:COM湘南・神奈川）JM
- 伊豆急ケーブルネットワーク（IKC）ITS
- イッツ・コミュニケーションズ（iTSCOM）ITS - UR系のケーブルネットつづきの森の業務も継承[注 1]
- 横浜ケーブルビジョン（YCV）JM
- 湘南ケーブルネットワーク（SCN）
- YOUテレビ ITS
- 厚木伊勢原ケーブルネットワーク（AIC）TO

## 甲信越・静岡地方

### 新潟県
- エヌ・シィ・ティ（NCT）CJ
- ニューメディア NV
- 佐渡テレビジョン
  - コミュニケーションネットワーク佐渡（CNS）
- 上越ケーブルビジョン（JCV）CJ
- 刈羽村ケーブルテレビ
- 能生ケーブルテレビ
- 魚沼ケーブルテレビ
- 村上市情報通信施設

### 山梨県
- 日本ネットワークサービス（NNS）
  - 北杜市有線テレビ放送施設（旧：高根ふれあいテレビ、旧：小淵沢にこにこすていしょん、旧：大泉さわやかステーション）を吸収
- ケーブルネットワーク大月（大月テレビ利用者組合・大月ケーブルビジョン）
- 峡西シーエーテーブイ（CVK）
- 河口湖有線テレビ放送（ケーブルテレビ河口湖）
- CATV富士五湖
- 白根ケーブルネットワーク（NUS）
- 山梨CATV
- 峡東ケーブルネット（峡東CATV）
- 勝沼CATV組合
- 北富士有線テレビ放送
- 富士川シーエーティーヴィ
- 上野原ブロードバンドコミュニケーションズ

### 長野県
- iネット飯山（飯山市）
- 栄村ケーブルテレビ
- 小谷村ケーブルテレビ
- 大町市ケーブルテレビ
- ケーブルテレビ白馬
- ふう太ネット木島平（木島平村）
- テレビ菜の花（野沢温泉村）
- 中野市豊田情報センター（中野市豊田地区 TCV）
- テレビ北信ケーブルビジョン（中野市〈豊田地区を除く〉・山ノ内町 THV）
- Goolight
- インフォメーション・ネットワーク・コミュニティ（長野市〈戸隠地区・鬼無里地区を除く〉、INC長野ケーブルテレビ）
- 信州ケーブルテレビジョン（千曲市 ケーブルネット千曲）
- 上田ケーブルビジョン（上田市〈丸子地区・武石地区を除く〉・東御市・青木村・坂城町、UCV）
- 丸子テレビ放送（上田市丸子地区・武石地区 MTV）
- コミュニティテレビこもろ（小諸市 CTK23）
- 黒耀の里ゆいねっと（長和町CATV）
- 佐久ケーブルテレビ（佐久市〈望月地区の一部を除く〉SCT）
- 協和ビジョン（軽井沢町 KVC）
- 西軽井沢ケーブルテレビ（御代田町）
- エルシーブイ TO（諏訪市、下諏訪町、岡谷市、茅野市、原村、富士見町、辰野町 LCV）
- テレビ松本ケーブルビジョン（TVM） - 朝日村有線テレビ（AYT）を吸収
- あづみ野テレビ（ANC）
- 飯田ケーブルテレビ（ICTV） - NTT東日本の加入者光ファイバ網を使用。大鹿村CATV施設及びとよおか放送ネットワーク（THN）の加入者を吸収。
- 伊那ケーブルテレビジョン（ICT）
- エコーシティー・駒ヶ岳（駒ヶ根市、飯島町、中川村、宮田村 CEK）
- 高森町ケーブルテレビ
- チャンネル・ユー（チャンネルYOU）
- 蓼科ケーブルビジョン（立科町〈白樺湖畔を除く〉・佐久市望月地区の一部 TCV）
- ケーブルテレビミアサ（CTM）
- コミュニケーションネットワーク阿南
- 木曽広域ケーブルテレビ
- 阿智村情報化事業サービス
- 生坂村コミュニケーションネットワーク（ICN）
- 泰阜村コミュニケーションネットワーク（YCN）

### 静岡県
- 伊豆急ケーブルネットワーク（IKC）ITS
- TOKAIケーブルネットワーク（@T COM 旧：ビック東海）TO
- トコちゃんねる静岡（静岡ケーブルテレビ）TO
- 浜松ケーブルテレビ（HTC、ウィンディ）
- 御前崎ケーブルテレビ
- 東伊豆有線テレビ放送（HI-CAT）
- 下田有線テレビ放送（SHK）
- 小林テレビ設備
- シーブイエー（CVA）
- 東豆有線
- 伊東テレビクラブ
- 新光アンテナ設備
- 伊豆太陽サービス
- 小山町テレビ共聴組合

## 北陸地方

### 富山県
- ケーブルテレビ富山（CTT）
- 射水ケーブルネットワーク（iCN）
- 高岡ケーブルネットワーク
- となみ衛星通信テレビ（TST）
  - 小矢部市ケーブルテレビ（TV CROSS）
- 新川インフォメーションセンター（NICE TV）
- 能越ケーブルネット（CNH）NH
- 新川地域介護保険・ケーブルテレビ事業組合（みらーれTV）
- TAM（Net3）
- 上婦負ケーブルテレビ

### 石川県
- あさがおテレビ
- 加賀ケーブル
- 金沢ケーブル
- ケーブルテレビななお
- テレビ小松（TVK）
- 能越ケーブルネット（CNH）NH
- 能登町有線テレビ放送
- 輪島市ケーブルテレビ

### 福井県
- 和泉ケーブルネットワーク（大野市和泉情報通信施設）
- おおい町ケーブルネットワーク施設
- 大野ケーブルテレビ
- オプテージ eo光テレビ※1 EO
- ケーブルテレビ若狭小浜（チャンネルO）
- こしの都ネットワーク
- さかいケーブルテレビ（SCTV）FC
- 福井ケーブルテレビ（FCTV）FC
- 美方ケーブルネットワーク（MMネット）RC
- 嶺南ケーブルネットワーク（RCN）RC

## 中京地方

### 岐阜県
- 中部テレコミュニケーション
- 大垣ケーブルテレビ（OCT）CNCi - 揖斐川町放送通信ネットワークを吸収。
- おりべネットワーク CNCi
- シーシーエヌ CNCi - 関市上之保有線テレビ放送、山県市有線テレビ局を吸収。
- ケーブルテレビ可児 CNCi
- CCNet CNCi
- 郡上ケーブルテレビ CNCi
- 飛騨高山ケーブルネットワーク
- 東白川CATV
- インフォメーションネットワーク郡上八幡
- アミックスコム

### 愛知県
- 中部テレコミュニケーション
- アイ・シー・シー（ICC、旧：一宮シティケーブル）
- 稲沢シーエーティーヴィ CNCi
- キャッチネットワーク CNCi
- グリーンシティケーブルテレビ CNCi
- CAC（旧：シーエーテイーブイ愛知）
- スターキャット CNCi
- 知多メディアスネットワーク CNCi
- 知多半島ケーブルネットワーク CNCi
- CCNet CNCi
- 豊橋ケーブルネットワーク CNCi
- 西尾張シーエーティーヴィ（クローバーTV）CNCi
- ミクスネットワーク CNCi
- ひまわりネットワーク CNCi
- 三河湾ネットワーク CNCi
- 名古屋ケーブルビジョン PIIF

### 三重県
- 中部テレコミュニケーション
- アドバンスコープ
- 伊賀上野ケーブルテレビ（ICT）
- ケーブルネット鈴鹿（CNS）CJ
- シー・ティー・ワイ（CTY）CJ
- ラッキータウンテレビ（イントサーフ）
- ZTV ZT
- 松阪ケーブルテレビ・ステーション（MCTV）
- CCNet CNCi

## 近畿地方

### 滋賀県
- ZTV ZT
- あいコムこうか
- 東近江ケーブルネットワーク（東近江スマイルネット）
- オプテージ eo光テレビ※1 EO

### 京都府
- ジェイコムウエスト （J:COMウエスト）JM
- KCN京都 KN
- オプテージ EO
  - ケイ・キャット（K-CAT）[注 2]
  - eo光テレビ※1
- KCNなんたん（南丹市情報センターより移管） KN
- ZTV（旧：京丹波町ケーブルテレビ、旧：洛西ケーブルビジョン）ZT
- 全関西ケーブルテレビジョン AC
- 与謝野町有線テレビ
- 京阪神ケーブルビジョン PIIF

### 大阪府
- ジェイコムウエスト （J:COMウエスト）JM
- ベイ・コミュニケーションズ※3 HER
- テレビ岸和田 KN
- 京阪神ケーブルビジョン PIIF
- オプテージ EO
  - ケイ・キャット（K-CAT）[注 2]
  - eo光テレビ※1
- 近鉄ケーブルネットワーク（KCN）KN
  - KCN eo光テレビ※1

### 兵庫県
- ジェイコムウエスト （J:COMウエスト）JM
- 明石ケーブルテレビ（ACTV135）
- 淡路島テレビジョン
- ベイ・コミュニケーションズ HER
- BAN-BANテレビ　HER
- 姫路ケーブルテレビ（WINK） HER
- 京阪神ケーブルビジョン PIIF
- 朝来市ケーブルテレビ（Aネット）（旧：ささゆりテレビ・WAC②ネット）
- 新温泉町ケーブルテレビ夢ネット
- 神河町ケーブルテレビネットワーク
- オプテージ eo光テレビ※1 EO
  - たかテレビ（多可町）
  - 養父市ケーブルテレビジョン（ふれあいネット）
  - 加東ケーブルビジョン（KCV、旧：「加東市滝野ケーブルコミュニケーション（TCC）」および「テレネットやしろ（TNY）」）

### 奈良県
- 近鉄ケーブルネットワーク（KCN）KN
  - KCN eo光テレビ※1 KN
- こまどりケーブル KN
- オプテージ eo光テレビ※1 EO

### 和歌山県
- ジェイコムウエスト （J:COMウエスト）JM
- 全関西ケーブルテレビジョン AC
- ZTV ZT
- サイバーリンクス
- オプテージ eo光テレビ※1 EO

## 山陰地方

### 鳥取県
- 全関西ケーブルテレビジョン ACTV八頭局 AC
- 中海テレビ放送 - 伯耆町有線テレビジョン放送の番組も放送
- 鳥取中央有線放送（TCC）
- 鳥取テレトピア（いなばぴょんぴょんネット）
- 日本海ケーブルネットワーク（NCN）

### 島根県
- 出雲ケーブルビジョン（ICV）
- 石見銀山テレビ放送（GTV）
- 石見ケーブルビジョン - ひゃこるネットみすみ（浜田市三隅ケーブルテレビ）の業務も引き継ぎ[5]
- 雲南夢ネット
- おおなんケーブルテレビ（OHTV）
- 奥出雲町情報通信協会（ジョーホー奥出雲）
- 山陰ケーブルビジョン（マーブル）（やすぎどじょっこテレビ）
- サンネットにちはら
- ひとまろビジョン（萩テレビ〈旧：萩ケーブルネットワーク〉が運営）HV
- ひらたCATV（雲州わがとこテレビ）
- まげなねっと

## 瀬戸内準広域圏

### 岡山県
- 井原放送（ICV）：井原市
- 岡山ネットワーク（oniビジョン)：岡山市、久米南町、吉備中央町
  - みさきネット：美咲町
- 笠岡放送（ゆめネット)：笠岡市、浅口市、里庄町
- 吉備ケーブルテレビ（KBC)
  - (キビテレビ)：高梁市、吉備中央町
  - (にいみiチャンネル)：新見市
- 倉敷ケーブルテレビ（KCT)：倉敷市、総社市、玉野市、早島町、岡山市南区 TO
- 玉島テレビ放送（たまテレ)：倉敷市
- テレビ津山（ごんごネット)：津山市※3 TO
- 日生有線テレビ（ひなビジョン（備前市有線テレビ放送))：備前市日生町
- 矢掛放送（YCT)：矢掛町、倉敷市
- 鏡野町有線テレビ（KYT)：鏡野町
- 真庭ひかりネットワーク(mit真庭いきいきテレビ)：真庭市
- 美作市ケーブルテレビ（みまちゃんネル)：美作市
  - あわくら光ネット：西粟倉村
- フレッツ・テレビ（岡山県提供エリア参照）

### 香川県
- KBN（香川テレビ）：坂出市、宇多津町、善通寺市
- ケーブルメディア四国（CMS） ST：高松市（塩江町の高松市塩江ケーブルネットワークのエリアも含む）、東かがわ市、さぬき市、三木町
- 中讃ケーブルビジョン（CVC、中讃テレビ）：丸亀市、多度津町、まんのう町、琴平町、善通寺市
- 三豊ケーブルテレビ放送（MCB）：観音寺市、三豊市
- フレッツ・テレビ（香川県提供エリア参照）

## 山陽・四国地方 （瀬戸内準広域圏を除く）

### 広島県
- 井原放送
- ケーブル・ジョイ
- 東広島ケーブルメディア（KAMONケーブルテレビ）
- エネルギア・コミュニケーションズ （mega egg 光テレビ）※1
- ちゅピCOM CM - ちゅピCOMおのみちも吸収[6]
- MCAT (ケーブルテレビ局)（三原市）
  - せらケーブルねっと（世羅町が設置してMCATがサービスを提供）
- 三次ケーブルビジョン（Pionet）
- フレッツ・テレビ（広島県提供エリア参照）
- 光パーフェクTV!（福山市）

### 山口県
- ケーブルネット下関（J:COM下関）JM
- アイ・キャン
- Kビジョン
- シティーケーブル周南
- 萩テレビ（旧：萩ケーブルネットワーク）HV
- 萩市総合情報施設
- ほっちゃテレビ（長門市ケーブルテレビ）
  - 有線テレビみすみ
- 山口ケーブルビジョン（C-able）
- 美祢市有線テレビ
- メディアリンク※3
- 周防ケーブルネット

### 徳島県
- フレッツ・テレビ（徳島県提供エリア参照）
- 池田ケーブルネットワーク（阿波池田ネット）
- 石井町有線放送農業協同組合（石井CATV）
- エーアイテレビ
- ケーブルテレビ徳島（テレビトクシマ）ST
  - ピカラ光てれび※1[注 3]
- 国府町CATV
- テレビ鳴門
- 徳島県南メディアネットワーク（MTCTV）
- 日本中央テレビ（JCTV）
- 阿波市ケーブルネットワーク（ACN）
- 那賀町ケーブルテレビ
- 東阿波ケーブルテレビ（e-あわネット）
- ひのき（キューテレビ）
- テレビ阿波
- 那賀町上流ケーブルテレビ
- ケーブルテレビあなん
- 上板町有線テレビ
- ケーブルネットおえ

### 愛媛県
- 今治シーエーティーブィ（ICK）
- 宇和島ケーブルテレビ（UCAT）
- 愛媛CATV
- 上島町CATV
- ケーブルネットワーク西瀬戸
- ハートネットワーク
- 八西CATV
- 西予CATV
- 四国中央テレビ

### 高知県
- 高知ケーブルテレビ（KCB）
- 西南地域ネットワーク（Swan TV）
- よさこいケーブルネット
- 香南ケーブルテレビ
- 四万十町ケーブルネットワーク
- 梼原あんしん光ネット
- 黒潮町光ネットワーク（IWK）
- むろと光サービス
- 土佐有線テレビ施設組合

## 九州・沖縄地方

### 福岡県
- ジェイコム九州 （J:COM九州）JM
- QTnet（BBIQ光テレビ）※1 QT
- ケーブルステーション福岡 QTC
- CRCCメディア（くーみんブロードバンド）CR
- メック
- ケーブルネットワーク桂川

### 佐賀県
- 伊万里ケーブルテレビジョン
- 佐賀シティビジョン（ぶんぶんテレビ）
- CRCCメディア（はっぴとすビジョン）CR
- 有田ケーブル・ネットワーク
- 唐津ケーブルテレビジョン
  - 唐津市有線テレビジョン（唐津市浜玉ケーブルネットワークなどを吸収）
- ケーブルワン
- 西海テレビ
- 多久ケーブルメディア
- テレビ九州
- 藤津ケーブルビジョン
- ネット鹿島

### 長崎県
- 九州テレ・コミュニケーションズ（テレビ佐世保）QTC
- ケーブルテレビジョン島原（カボチャテレビ）
- 長崎ケーブルメディア（NCM）
- 諫早ケーブルテレビジョン放送（3SUNてれび）
  - 諫早市小長井地域有線テレビジョン施設
- おおむらケーブルテレビ
- 五島テレビ - 福江ケーブルテレビの事業も吸収
- ひまわりてれび（島原半島、旧：西九州電設）
- 波佐見ケーブルテレビ
- 対馬市CATV
- 西彼ケーブルネットワーク
- 東彼ケーブルテレビ
- 壱岐市ケーブルテレビ

### 熊本県
- ジェイコム九州 （J:COM九州）JM
- QTnet（BBIQ光テレビ）※1 QT
- 天草ケーブルネットワーク（ACN）
- テレビやつしろ
  - 八代市ケーブルテレビ
- ひまわりてれび
- 南小国町ケーブルテレビ放送施設

### 大分県
- 大分ケーブルテレコム（J:COM大分）JM
  - 臼杵市ケーブルネットワーク（U-net）
- 大分ケーブルネットワーク（OCN）
- 東大分システム
- 中津市ケーブルネットワーク
- 姫島村ケーブルテレビ
- 東九州放送（HKB）
- 国東市ケーブルテレビセンター
- 豊後高田市ケーブルネットワーク施設
- 杵築市ケーブルネットワーク（杵築ど〜んとテレビ）
- CTBメディア（CTB）
- KCVコミュニケーションズ（KCV） - 日田市情報センターの事業も吸収した。
- 玖珠テレビ
- 豊後大野市ケーブルテレビ
- ケーブルテレビ佐伯（CTS）
- ここのえケーブルテレビ（九重町）
- たけたケーブルテレビ

### 宮崎県
- ケーブルメディアワイワイ（ワイワイテレビ）
- BTV（都城局・旧西諸局・日南局）BT
- 宮崎ケーブルテレビ（MCN）
- 高千穂町光ケーブルネットワーク（テレビ高千穂）
- ひのかげケーブルネットワーク（HCN）
- 美郷町ケーブルテレビジョン（きららびじょん）
- 椎葉村ケーブルネットワーク（かて〜りネット）
- 諸塚村ケーブルテレビ（もろつか光ネット）
- QTnet（BBIQ光テレビ）※1 QT

### 鹿児島県
- 奄美テレビ放送（ATV）
- 皇徳寺ケーブルテレビ（KCC）
- QTnet（BBIQ光テレビ） - 鹿児島光テレビを吸収※1 QT
- BTV（鹿児島局・志布志局・都城局）BT
- 南九州ケーブルテレビネット（MCT）
- 西之表テレビ共同聴視施設組合
- 河﨑電化サービス
- 瀬戸内ケーブルテレビ
- 天城町ユイの里テレビ<AYT>
- 和泊町有線テレビ
- 鹿児島県住宅供給公社（妙円寺団地CATV）

### 沖縄県
- 沖縄ケーブルネットワーク（OCN）TO
- 石垣ケーブルテレビ（ICT）
- 宮古テレビ（MTV）
- メディアッティ・ブロードバンド・コミュニケーションズ（MBC）

## 広域

### 現行
- スカパーJSAT（スカパー!プレミアムサービス光 / フレッツ・テレビ、光パーフェクTV!）※1
- アイキャスト（4th MEDIA→ひかりTV）※2 - NTTぷらら（旧：ぷららネットワークス）子会社→NTTドコモ子会社、元々はオンラインティーヴィより事業譲渡、ドコモ光タイプCでは非提供[7]
  - NTTドコモ（ひかりTV for NURO） - NURO 光の個人向け回線で提供[8]
- KDDI（auひかり テレビサービス）※2

### 過去
- ビー・ビー・ケーブル（BBTV）※2 （終了）
- アイキャスト（オンデマンドTV）※2 （終了）